# Ramirás
Ramirás (em espanhol, Ramiranes) é um município da Espanha na província 
de Ourense, 
comunidade autónoma da Galiza, de área 40,66 km² com 
população de 2018 habitantes (2007) e densidade populacional de 50,02 hab/km².

## Demografia

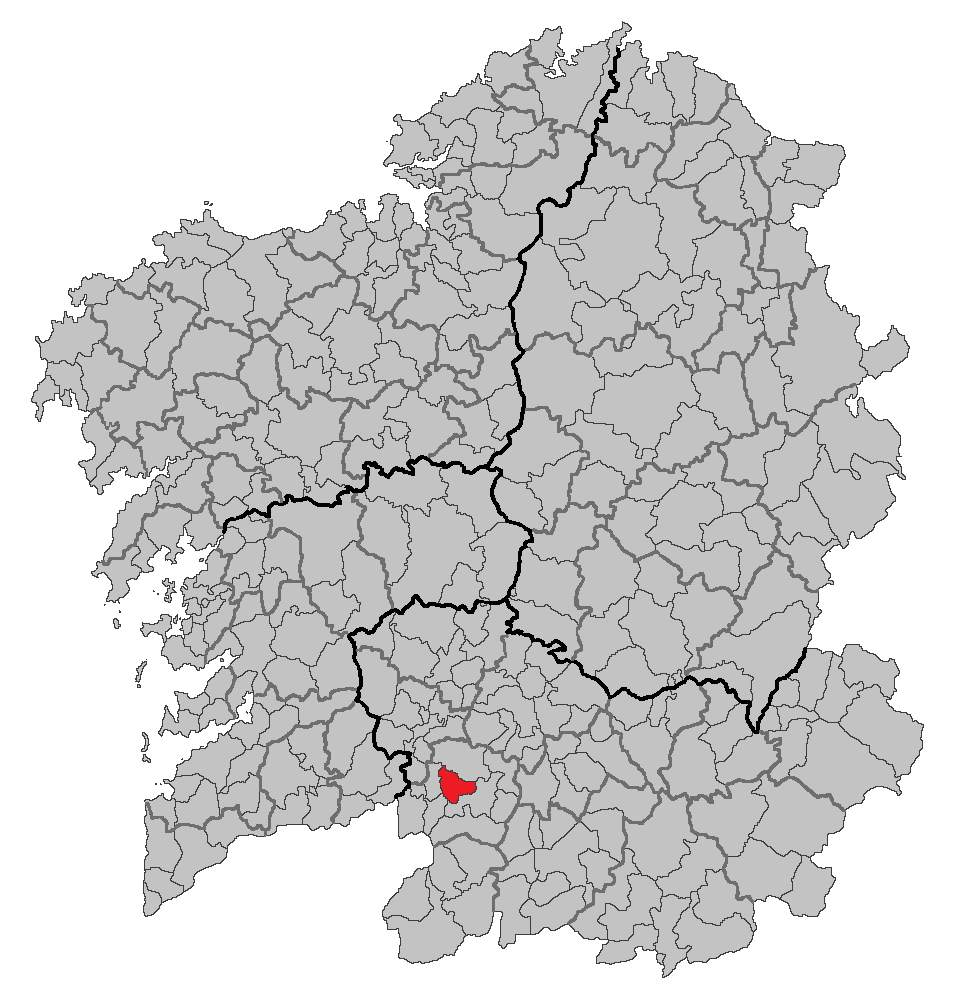
Localização de Ramirás na Galiza.

| Variação demográfica do município entre 1991 e 2004 | Variação demográfica do município entre 1991 e 2004 | Variação demográfica do município entre 1991 e 2004 | Variação demográfica do município entre 1991 e 2004 |
| --------------------------------------------------- | --------------------------------------------------- | --------------------------------------------------- | --------------------------------------------------- |
| 1991                                                | 1996                                                | 2001                                                | 2004                                                |
| 2156                                                | 2100                                                | 2065                                                | 2046                                                |